# Schuurkerk (Barger-Compascuum)
De Schuurkerk in het Drentse dorp Barger-Compascuum was een tijdelijke noodkapel voor rooms-katholieke bewoners van het hoogveengebied ten oosten van Emmen.

## Geschiedenis
In de laatste helft van de negentiende eeuw werd het hoogveengebied ten oosten van Emmen tot ontginning gebracht. De eerste bewoners waren boekweittelers. Daarna vestigden zich De veenarbeiders in het gebied. De nieuwe bewoners waren afkomstig uit andere delen van Nederland en uit Duitsland. In Barger-Compascuum vestigden zich relatief veel rooms-katholieken. Kerken waren er niet in de directe omgeving. De dichtstbijzijnde kerken bevonden zich in Nieuw-Amsterdam en over de grens in Duitsland. In 1873 werd in Barger-Compascuum een parochie, gewijd aan Sint Joseph, opgericht. De plaatselijke kroeghouder Jan Berend Wilken stelde zijn schuur beschikbaar voor het houden van de kerkdiensten. Deze schuurkerk was de eerste kerk van de nieuwe parochie, waar de nieuwe pastoor - Theodorus de Klaver - van Barger-Compascuum 20 april 1873 de eerste mis hield. Een jaar later werd de schuurkerk vervangen door een eenvoudig houten veenkerkgebouwtje. In 1923 was deze kerk zo bouwvallig geworden, dat nieuwbouw noodzakelijk was. De nieuwe Sint-Josephkerk, een ontwerp van de architect Joseph Cuypers, werd in 1925 ingewijd. Deze laatste kerk is erkend als rijksmonument.
De in Barger-Compascuum geboren priester Jan Heine zette zich in - samen met de toenmalige pastoor van Beilen Willehad Kocks - voor de restauratie van de schuurkerk. De oude schuurkerk werd in 1958 hersteld en ingericht als kapel. Na de realisering van het Veenpark kreeg de oude schuurkerk een plek in 't Aole Compas, een nagebouwd veendorp uit  de periode rond 1870.